# Kamenica, Kosovo
Kamenica (albanska: Kamenicë med böjningsformen Kamenica, numera på albanska: Dardanë med böjningsformen Dardana; serbiska: Каменица, Kamenica) är en kommunhuvudort i Kosovo. Den ligger i den östra delen av landet, 40 km öster om huvudstaden Priština. Kamenica ligger 477 meter över havet och antalet invånare är 9 312.
Terrängen runt Kamenica är kuperad åt nordväst, men åt sydost är den platt. Kamenica ligger nere i en dal. Runt Kamenica är det ganska tätbefolkat, med 222 invånare per kvadratkilometer. Närmaste större samhälle är Gnjilane, 15,9 km sydväst om Kamenica. Trakten runt Kamenica består till största delen av jordbruksmark.